# Hexanchus nakamurai
A Hexanchus nakamurai a porcos halak (Chondrichthyes) osztályának szürkecápa-alakúak (Hexanchiformes) rendjébe, ezen belül a szürkecápafélék (Hexanchidae) családjába tartozó faj.

## Előfordulása
A Hexanchus nakamurai egyaránt megtalálható a trópusi és mérsékelt övi vizekben. Az Atlanti-óceán mindkét oldalán fellelhető; nyugaton a Mexikói-öbölben, a Karib-tengerben és Közép-Amerika déli részén, míg keleten Franciaországtól egészen Marokkóig, beleértve a Földközi-tengert is. A Kelet-Atlanti-óceánban az előfordulási területe, talán lenyúlik az Elefántcsontpartig és Nigériáig. Az Indiai-óceánban az elterjedési területe, Afrika déli része, az Aldabra-sziget és Nyugat-Ausztrália között fekszik. A Csendes-óceánban, Japán, a Kínai Köztársaság, a Fülöp-szigetek, Új-Kaledónia és Kelet-Ausztrália tengervizeiben vannak állományai.

## Megjelenése
Az átlagos testhossza 120 centiméter, de akár 180 centiméteresre is megnőhet; 142-178 centiméteresen számít kifejlettnek. 155 csigolyája van. A kisebb mérete mellett, a Hexanchus nakamurait a hatkopoltyús szürkecápától (Hexanchus griseus) következő jellemzői különböztetik meg: keskenyebb fej, a fejhez viszonyítva nagyobb szemek, a fogazat elülső-oldalsó 5 darab foga nagy méretű és fésűszerű, a hátuszony és a farokuszony közti testrész hosszúkás és karcsú. A háti része egyformán világosbarna színű; az oldalvonalak mentén, egy-egy világos csíkkal; a hasi része világosabb. Az uszonyok szegélye fehér.

## Életmódja
Mélytengeri porcos hal, mely 600 méter mélyre is leúszik. A felszín közelébe is feljön, de általában 90 méter mélyen tartózkodik. Főleg a kontinentális selfterületeken él, ahol csontos halakra és rákokra vadászik.

## Szaporodása
Ál-elevenszülő cápafaj, vagyis kölykei a méhében kelnek ki. A nőstény testében 13 kis cápa is lehet. Születésekor 40-43 centiméter hosszú.

## Felhasználása
Mivel kisméretű cápafaj, nincs ipari mértékű halászata; főleg az élőhelyén lévő emberek halásszák. Az emberre nézve nem veszélyes. Főleg uszonyaiért és májolajáért halásszák.

## Képek

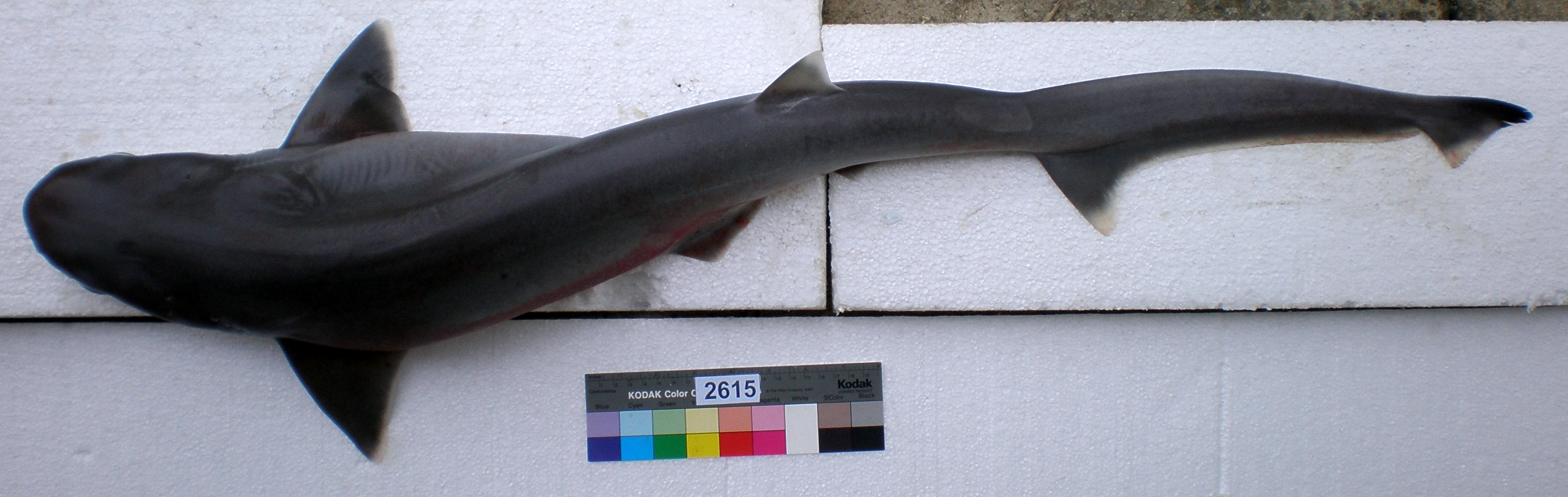
Kifogott példány
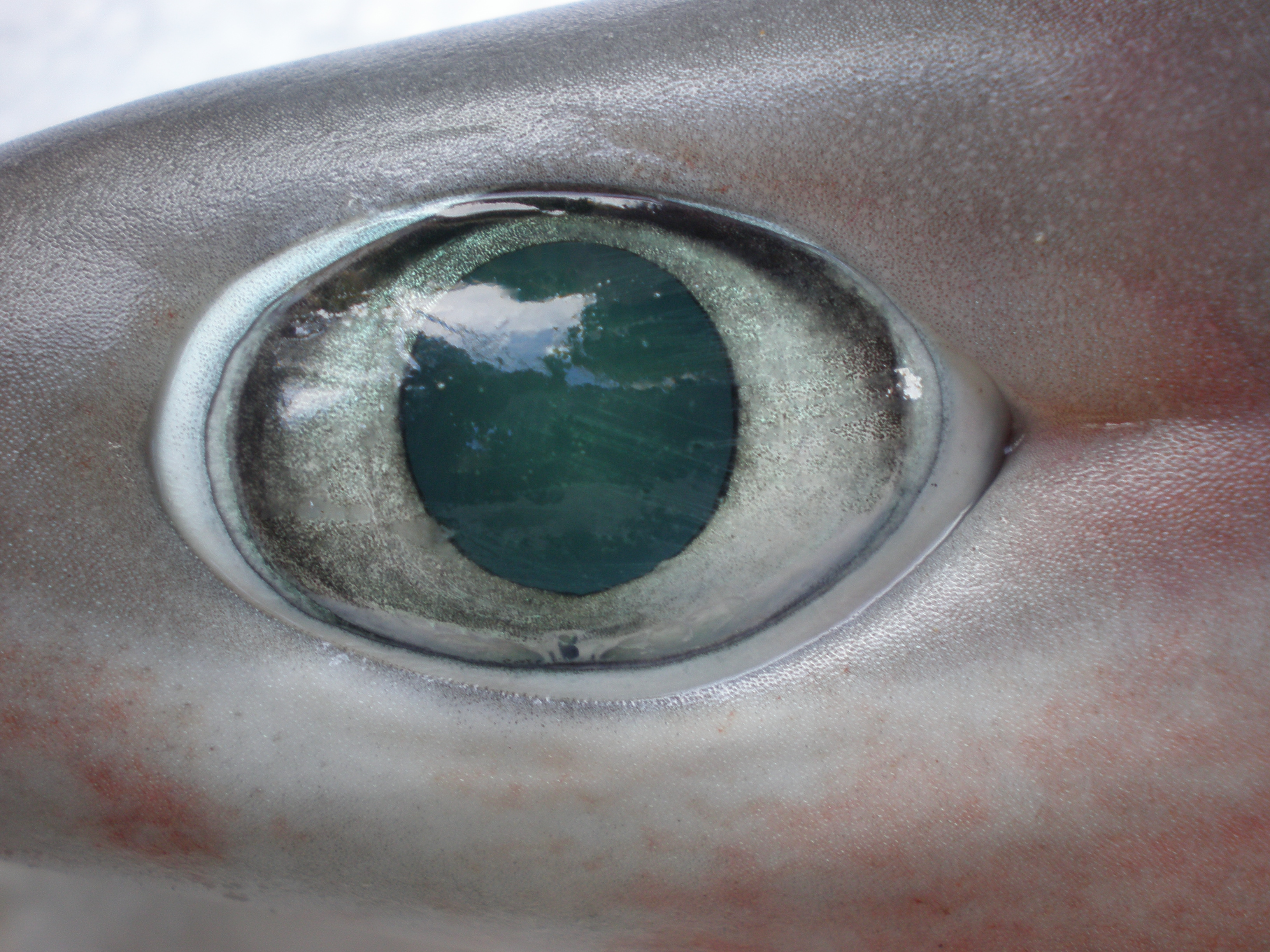
A nagy szeme
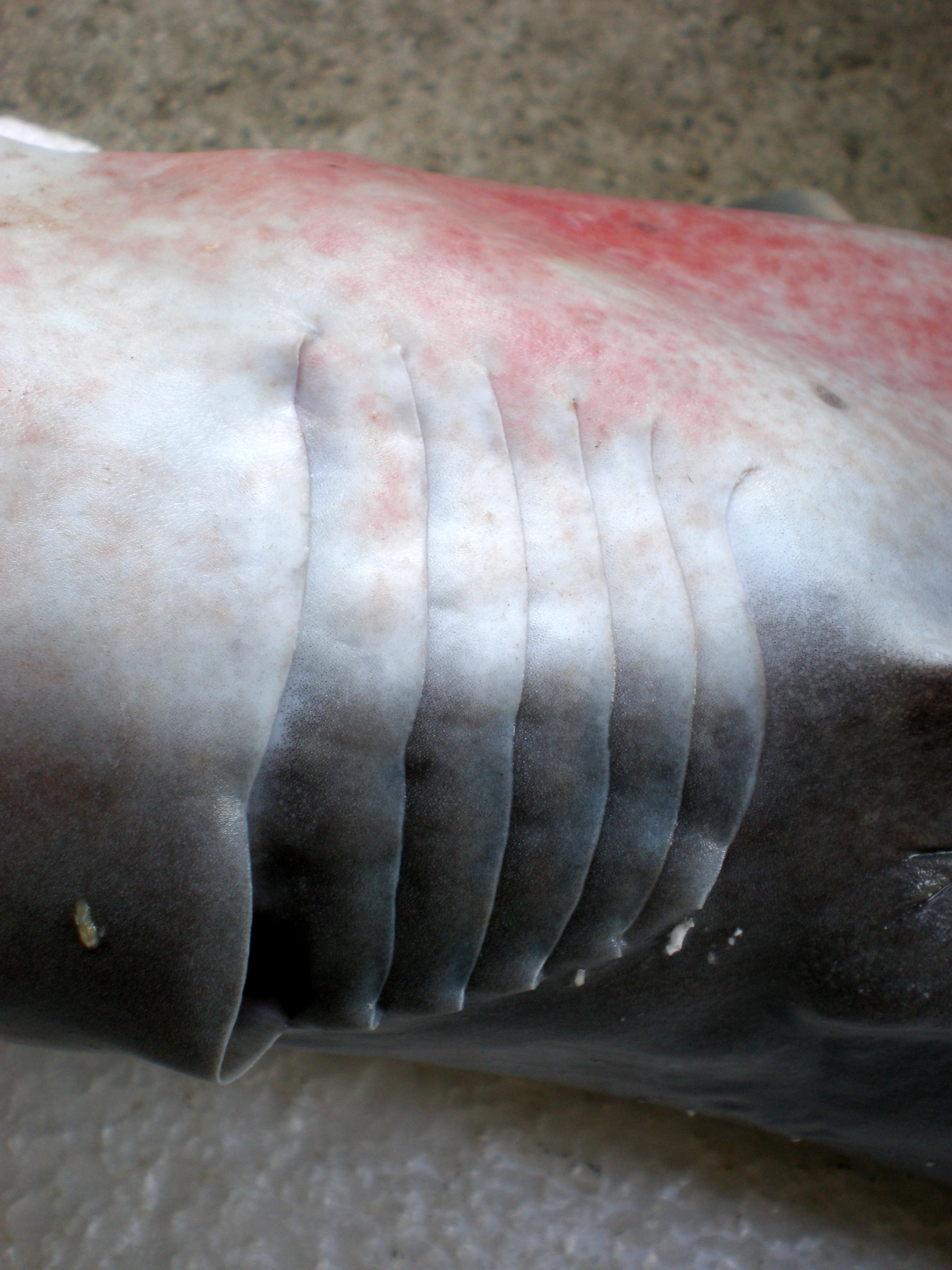
Kopoltyúi
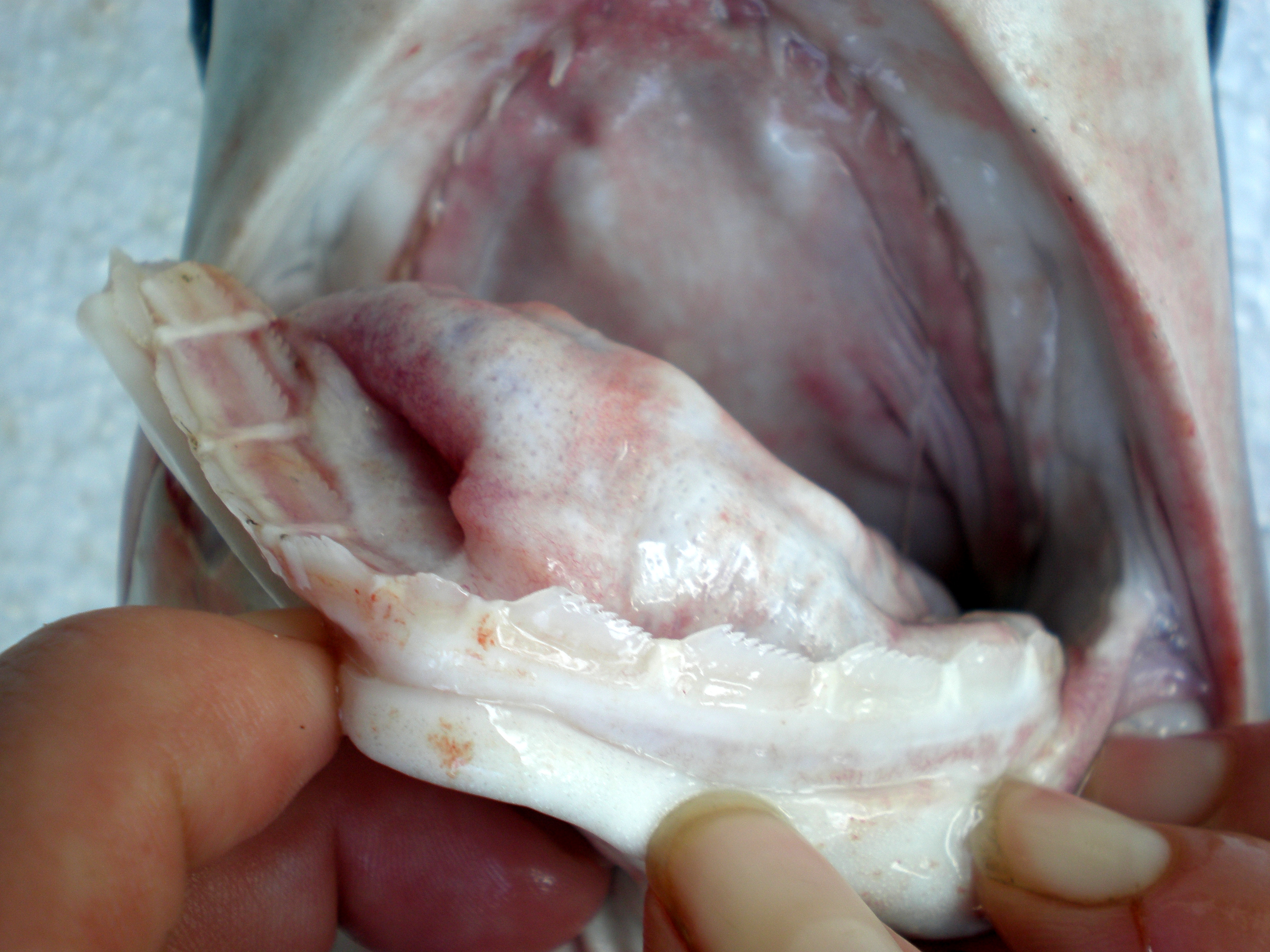
A fogazata